# Plectranthus esculentus
Plectranthus esculentus és una espècie de planta dins la família del romaní (Lamiàcia) que és originària d'Àfrica, probablement d'Etiòpia, es cultiva pels seus tubercles comestibles que són molt grossos (1,8 kg). Les seves flors són grogues. És una planta herbàcia anual d'hàbit prostrat o ascendent amb una tija suculenta que fa de 15 a 30 cm de llargada, els tubercles es formen en grupsal voltant de la base de la tija. El seu rendiment agrícola és de 7 a 15 tones per hectàrea.
Els noms comuns inclouen els de dazo, rizga, umbondive, finger potato, i Livingstone potato.
Plectranthus esculentus i Plectranthus rotundifolius, malgrat que designen espècies diferents, es consideren dues varietats de la mateixa espècie.